# ایرانیت (کانی)
ایرانیت (به انگلیسی: Iranite) یک کانی سیلیکات کرومات مس سرب تری‌کلینیک با فرمول Pb10Cu(CrO4)6(SiO4)2(F,OH)2 است.
این کانی برای اولین بار در ایران دیده شده. این کانی از نوع آنالوگ مسی همی هدریت (Pb10Zn(CrO4)6(SiO4)2(F,OH)2) است.